# Кулик Іван Дмитрович
Кулик Іван Дмитрович (псевдо: «Сірий») (* 1919 або 1920, с. Грабове, Шахтарський район, Донеччина — † 30 листопада або 1 грудня 1951, с. Малий Ключів, Коломийський район, Станіславська (нині Івано-Франківська область)) — колишній офіцер Червоної Армії, окружний провідник ОУН Коломийщини.

## Життєпис
Іван Кулик родом з Донецької області.Народився в с. Грабове Шахтарського району Донецькій області.
Служив офіцером Червоної Армії, у званні старшого лейтенанта (за іншими даними, був капітаном). Потрапив у німецький полон.
Згідно з першою версією, з групою полонених утік з концтабору й дістався Карпат. Серед утікачів був член ОУН, який і привів полонених до повстанців у район Коломиї. За іншою версією, групу полонених, яку німці етапували в Райх, відбив підрозділ УПА. У тій групі був і Кулик. Це сталося орієнтовно восени 1943 року.
Спочатку Кулик викладав військові дисципліни у підстаршинській школі в Космачі, потім командував сотнею, що діяла на Гуцульщині. Вступив до ОУН(б). Виконував обов'язки штабного старшини ТВ-21 «Гуцульщина», брав участь у плануванні операцій.
З 1946 року був військовим референтом, згодом — референтом пропаганди Коломийського окружного проводу.
В жовтні 1950 року, після загибелі окружного провідника ОУН Коломийщини Григорія Легкого-«Бориса» , Іван Кулик-«Сірий» став його наступником. Отримав звання сотника УПА. 
Михайло Симчич твердив, що «Сірий» мав фотоапарата і фотографував повстанців, а серед масиву світлин Яворівського архіву УПА є декілька його авторства.

## Загибель
Восени 1951 року, агент МДБ, зрадник Роман Тучак —"Кіров", видав інформацію про місцезнаходження провідника і при спробі захоплення він загинув — застрелився, не бажаючи здаватися в полон спецгрупі МДБ в селі Великий Ключів, на Коломийщині.
1991 року, вже перебуваючи на смертному одрі, розбитий інсультом, розповідав агент МДБ-КДБ «Кіров», пенсіонер київського заводу «Арсенал», житель Києва Роман Тучак, як це все відбувалось. Його розповідь опублікована у книжечці П. Підлетейчука «За усміх світанку».

## Вшанування пам'яті
Зиновій Сердюк присв'ятив вірша Кулику —"Сірому":
СОТЕННИЙ «СІРИЙ»
Сотенний «Сірий».

Прізвище — Кулик.

Група повстанців з ТВ-21 «Гуцульщина». Зліва направо: Назарій Данилюк («Перебийніс») (Буковина); сотник Іван Дмитрович Кулик («Сірий»); Василь Скригунець («Гамалія»), командир сотні важких кулеметів «Черемош» (родом із села Стопчатів Косівського р-ну); сотник Петро Мельник «„Хмара“» (командир ТВ-21 «Гуцульщина»); Микола Харук («Вихор»), командир сотні ім. І. Богуна

І псевдо в нього скромне, а не браве.

Інтелігентний, мудрий чоловік,

І патріот, і майстер фотосправи.

З Донеччини.

Радянський офіцер.

В УПА — став патріотом України.

Багато знаємо про нього ми тепер.

Він у архіві на кількох світлинах.

В полоні був. Від голоду страждав.

Та визволили хлопці із неволі.

В УПА, як спец, пізніше викладав

Військову справу

в підстаршинській школі.

А потім вже сотенним славним став.

Ходив, як всі, усюди з автоматом.

Та де б зимою й літом не бував,

Не розлучався з фотоапаратом.

В роботі був той фотоапарат,

Коли були в Карпатах у поході,

Коли з людьми стрічались під час свят,

В час відпочинку на гірській природі.

Сім років мужній лицар воював

В лісах шешорських, на карпатських плаях.

Округи командиром потім став

У героїчнім коломийськім краї.

Своїм був у Карпатському краю.

І у важкім п'ятдесят першім

Як жертва зради підлої, в бою

Шлях свій повстанський

бойовий завершив.